# Виктор Неаполитанский
Виктор Неаполитанский (как епископ Неаполя — Виктор I; лат. Victor, итал. Vittore; умер не ранее 496 года) — епископ Неаполя в конце V века; святой, почитаемый в Римско-католической церкви (день памяти — 8 февраля).

## Биография
Основными нарративными источниками о Викторе Неаполитанском являются «Житие святого Северина» Евгиппия и написанная на рубеже VIII—IX веков анонимным автором первая часть «Деяний неаполитанских епископов». Также епископ Виктор упоминается в нескольких письмах папы римского Геласия I.
О происхождении и ранних годах жизни святого Виктора Неаполитанского сведений не сохранилось. Он взошёл на епископскую кафедру Неаполя после смерти Сотера. Дата этого события неизвестна: единственное датированное упоминание о Сотере в современных ему исторических источниках относится к 465 году, в то время как Виктор упоминается как епископ в 490-х годах. В трудах средневековых авторов управление Виктором Неаполитанской епархией отнесено ко временам византийского императора Зенона и папы римского Геласия I. Это позволяет датировать его интронизацию периодом не позднее апреля 491 года, времени смерти императора.
С согласия Виктора Неаполитанского в 494 году в недавно построенную в Лукулланском дворце базилику были перенесены мощи скончавшегося в 482 году святого Северина. За несколько лет до того эти реликвии были увезены из Норика в Италию его учениками, опасавшимися, что останки святого могут пострадать во время начавшейся войны между Одоакром и ругами. Перенос же мощей в Неаполь был совершён по просьбе благочестивой женщины Варвары (вероятно, находившейся здесь в ссылке вдовы военачальника Ореста и матери последнего западно-римского императора Ромула Августа) и при содействии папы римского Геласия I. По свидетельству Евгиппия, перенесение мощей сопровождалось многочисленными чудесными исцелениями неаполитанцев. Эти события на рубеже IX—X веков были описаны Иоанном Диаконом. Одновременно в Лукулланском дворце епископом Виктором была основана монашеская община, первым настоятелем которой стал Маркиан. Позднее этот монастырь, известный во всей Италии благодаря своей большой библиотеке, был освящён в честь Святого Северина.
При епископе Викторе также были построены две церкви вне Неаполя: одна из них была освящена в честь Стефана Первомученика, другая в честь святой Евфимии Всехвальной.
Виктору Неаполитанскому были адресованы, по крайней мер, семь посланий папы римского Геласия I, в которых наместник Святого Престола писал епископу о церковных спорах того времени. В том числе, в послании 496 года Виктору и другим италийским епископам повелевалось не оказывать никакого содействия притеснителям епископа Беневенто Епифания. Это последнее по времени упоминание о Викторе Неаполитанском в современных ему источниках.
Согласно «Деяниям неаполитанских епископов», Виктор скончался после одиннадцати лет и десяти месяцев управления епархией, и был похоронен в основанной им церкви Святого Евфимия. Вероятно, это произошло вскоре после получения им письма Геласия I. Преемником Виктора Неаполитанского в епископском сане был святой Стефан, первое достоверное упоминание о котором датируется мартом 499 года.
Вскоре после смерти епископ Виктор стал почитаться неаполитанцами как святой. Об этом свидетельствует упоминание его имени в мартирологе IX века, автор которого использовал для его составления более ранние церковные источники. День памяти святого Виктора Неаполитанского отмечается 8 февраля.